# John Erskine, XXIII conte di Mar
John Erskine, ventitreesimo e de jure undicesimo Conte di Mar (1675 – Aquisgrana, maggio 1732), fu un conte scozzese giacobita. Alla morte del padre, il ventiduesimo conte di Mar, nel 1689, ereditò tutti i possedimenti di famiglia, pesantemente gravati da debiti.
Secondo la nomina del 1014 è stato ventitreesimo Conte di Mar, secondo quella del 1565, il sesto. Talvolta è indicato erroneamente come XI conte di Mar, fatto derivato se si tiene per buona la seconda creazione del titolo (del 1426).
Ebbe il soprannome di "Bobbing John", per la sua tendenza a spostarsi per convenienza di fazione in fazione, prima tra i Tory e i Whig e poi tra gli hannoveriani e i giacobiti. Privato dei propri incarichi politici dal nuovo re nel 1714, il conte di Mar organizzò per vendetta una ribellione contro i nuovi sovrani; alla battaglia di Sheriffmuir di novembre del 1715, le forze di Mar riuscirono a surclassare quelle nemiche ma la vittoria ebbe esiti diversi. A Fetteresso la sua causa venne persa e Mar dovette recarsi in esilio in Francia dove trascorse il resto della sua vita. Il parlamento passò un Writ of Attainder che lo incolpava di tradimento nel 1716, e come punizione venne privato dei propri titoli che non vennero assegnati fino al 1824. Morì nel 1732.

## Biografia
Partecipando attivamente alla vita politica, venne eletto Ministro di Stato scozzese; dopo l'unione del 1707 fra Inghilterra e Scozia, divenne un pari del regno, rappresentante della Scozia, Custode del Sigillo e Consigliere Privato. Nel 1713 lord Mar fu eletto Ministro di Stato britannico dal partito dei Conservatori, ma fu sempre disposto a parlare e a confrontarsi con il partito Whig. Nel 1714 assicurò al nuovo sovrano, Giorgio I, lealtà e fedeltà.
Come gli altri Conservatori, fu privato comunque del suo ufficio, e nell'agosto del 1715 si recò mascherato in Scozia e si mise alla testa dei giacobiti, che sostenevano il ritorno al trono di Giacomo Francesco Edoardo Stuart, chiamato Old Pretender, figlio di Giacomo II.
Incontratosi con alcuni suoi sostenitori presso le Highland, il 6 settembre 1715, presso Braemar, nominò ufficialmente il principe Giacomo Edoardo re di Scozia, Inghilterra e Francia con il come di Giacomo VIII. Cominciò così quella serie di rivolte a favore del cattolicesimo e di Giacomo Edoardo che sono note con il nome di "insurrezione giacobita". Nella battaglia di Sheriffmuir combattuta nel novembre del 1715, le forze del conte di Mar riuscirono a sconfiggere gli oppositori guidati dal duca di Argyll. La battaglia fu inconcludente (ogni ala sconfisse la rispettiva dell'esercito nemico). Con il senno di poi nella battaglia si poté comunque leggere una decisiva sconfitta strategica per i giacobiti, in gran parte dovuta alle numerosi indecisioni del conte.
Mar incontrò quindi il pretendente giacobita Giacomo Edoardo Stuart a Fetteresso, ma la loro causa era ormai perduta e i due si recarono in Francia dove il conte di Mar trascorse il resto della sua vita. Il Parlamento di Gran Bretagna passò un Writ of Attainder per tradimento contro di lui nel 1716, privandolo per la sua mancata lealtà e i suoi titoli non vennero concessi nuovamente che nel 1824.
Mar raccolse per tutta la vita l'interesse delle potenze straniere per la causa degli Stuart, ma entrò spesso in contrasto anche con i giacobiti stessi che ormai non si fidavano più di lui. Nel 1721 accettò una pensione annua di 3.500 sterline concessagli da Giorgio I, ma l'anno successivo venne menzionato in connessione al tradimento del vescovo Atterbury, che a sua volta si disse essere stato ingannato dal conte di Mar. Questa accusa non venne mai provata e non ebbe esiti. Con la sua imprudente condotta, il conte di Mar ruppe infine con il pretendente Stuart nel 1724. Trascorse gli ultimi anni a Parigi e ad Aix-la-Chapelle (Aquisgrana), dove morì nel 1732.
Fu membro della Massoneria.

## Matrimonio e figli
Il conte di Mar sposò in prime nozze lady Margaret Hay il 6 aprile 1703, figlia di Thomas Hay, VII conte di Kinnoull. Ella diede alla luce un figlio, Thomas, nel 1705. Lady Margaret morì quattro anni più tardi, il 26 aprile 1707.
Il conte di Mar si risposò con la sua seconda moglie lady Frances Pierrepont, figlia del I conte di Kingston-upon-Hull. Il matrimonio fu eccellente e grazie alla ricca dote della moglie il conte appianò i debiti di famiglia ereditati. Lady Frances impazzì nel 1728 per lo stress dell'esilio forzato in Francia a cui era costretta con il marito, ma sopravvisse al marito per 35 anni dopo la sua morte, morendo ella il 4 marzo 1767.

## Nella cultura di massa
I Genesis con la loro canzone Eleventh Earl of Mar del loro album Wind & Wuthering (1976) descrivono il fallimento della campagna giacobita e le accuse rivolte al giovane conte. Il testo, scritto da Mike Rutherford, venne dallo stesso autore spiegato così: "Ebbi l'idea dopo avere letto un libro di storia sul fallimento della rivolta inglese. Mi piacque l'idea di questo uomo, un po' gay, un po' arraffone ma ben vestito."
Venne menzionato nella canzone popolare folk Cam Ye O'er Frae France, ricordata da un gruppo inglese di genere electric folk, gli Steeleye Span.